# گاه‌شماری در ایران باستان
گاه‌شماری در ایران باستان به انواع گاه‌شماری‌هایی که در ایران پیش از اسلام رایج بوده، گفته می‌شود. گاه‌شماری ایرانی و سیر تحولی آن بی‌گمان یکی از پیچیده‌ترین و بحث‌انگیزترین مباحث ایران‌شناسی در سدهٔ گذشته بوده است.

## گاه‌شماری قبل از هخامنشیان
ظاهراً از دیر باز در ایران باستان، زمان تاجگذاری پادشاه، به عنوان آغاز تقویم به حساب می‌آمد، و سال‌ها، بعد از پادشاهان نامگذاری می‌شدند. با آغاز پادشاهی هر پادشاه سال را شماره می‌کردند و ظاهراً برای اشاره به سالی خاصی می‌گفتند سال چندم از پادشاهی فلان پادشاه. برای مثال، می‌گفتند: «پنجمین ماه از هفتمین سال حکومت اردشیر». این شیوهٔ گاه‌شماری تا پایان دورهٔ ساسانیان ادامه داشته است. در مورد روزها هم به شمارهٔ آن روز اشاره می‌کردند؛ مثلاً در کتیبه بیستون از داریوش بزرگ چنین آمده است «از ماه اَنامَکَه (بی‌نام) سیزده روز گذشته..»

### گاه‌شماری میترایی
در تاریخ ایران باستان یافته‌هایی از گاه‌شماری میترایی در دسترس است که مربوط به قبل از هخامنشیان است.

### گاه‌شماری مغان
گمان می‌رود در ایران باستان در قسمت‌های مرکزی و شمال غربی ایران نوعی ترتیب حساب سال ماه به نام گاه‌شماری مغان رایج بوده است. این نوع گاه‌شماری را شاید بتوان سال و ماه مغان نیز نامید. مشخصهٔ این گاه‌شماری نوروز و مهرگان است که بعدها این دو با گاه‌شماری اوستایی نو آمیخته و ترکیب شده‌اند. گمان می‌رود که آغاز این گاه‌شماری از اول فروردین کنونی بوده است. بعضی از محققان نظر داده‌اند که اسامی ماه‌های تیر، آبان، و شاید آذر هم از این گاه‌شماری به گاه‌شماری اوستایی نو و در موقع ترکیب و اختلاط این دو گاه‌شماری وارد شده است. اسم اولین ماه این گاه‌شماری گمان می‌رود که مانند گاه‌شماری ارمنی، گاه‌شماری سغدی و گاه‌شماری خوارزمی که اشکال دیگر گاه‌شماری‌های ایرانی بوده‌اند، ماه نوسرد بوده است.

### گاه‌شماری اوستایی کهن
آثار گاه‌شماری اوستایی کهن در اوستا دیده می‌شود و مبنی بر سالی است که به شش فصل غیرمتساوی یعنی ۴۵ روزه و ۶۰ روزه و ۷۵ روزه و ۳۰ روزه و ۸۰ روزه و باز ۷۵ روزه که جمعاً ۳۶۵ روز می‌شود، تقسیم می‌شده است و آن فصول را به اصطلاح متداول گاه می‌خواندند و پنج روز آخر هر یک از این فصول را عیدی به اسم گاهنبار می‌گرفتند. به سبب اهمیت این اعیاد دینی، مواقع آن‌ها در سال به دقت تمام در مواضع نجومی آن‌ها نگاهداشته می‌شد. گمان می‌رود که سال و ماه اوستایی قدیم در همان ناحیه‌ای که اوستا و مخصوصاً قسمت قدیم آن گات‌ها سروده شده و محل ظهور زرتشت بوده است، در زمان خود زرتشت یا حتی قبل از آن مستعمل بوده است. پس از این تقویم سال گاه‌شماری اوستایی نو در بین ایرانیان اتخاذ و رایج شد.

## هخامنشیان

### گاه‌شماری پارسی قدیم
گاه‌شماری پارسی قدیم به گاه‌شماری‌ای گفته می‌شود که در زمان هخامنشیان در قسمت‌های جنوب غربی ایران رایج بوده است. آثار این گاه‌شماری در کتیبه بیستون باقی مانده است و اسامی فارسی هفت ماه و اسم عیلامی یک ماه (جمعاً هشت ماه) در آن کتیبه ذکر شده و بعدها اسامی باقی ماه‌ها نیز به تلفظ عیلامی آن‌ها از الواح گلی تخت جمشید مربوط به اوایل هخامنشیان از داریوش بزرگ تا اردشیر یکم پیدا شده است. ظاهراً شکی نیست که این گاه‌شماری مطابق با گاه‌شماری بابلی بوده و شاید هم مستقیماً یا به توسط گاه‌شماری عیلامی از همان گاه‌شماری بابلی اقتباس شده است. این سال قمری شمسی بوده و ماه اول آن که اسم آن ادوکنش است مطابق نیسان ماه بابلی است و ماه دوازدهم ویخن (ظاهراً به معنی بی یخ) معادل ماه ادارو بابلی (اذار) بوده است. این گاه‌شماری محتمل است که تا اواخر پادشاهی هخامنشیان در دوائر درباری و محافل رسمی جاری بوده و مداومت داشته است. اگر چه دلایل قطعی برای اثبات این مطلب موجود نمی‌باشد. چون آریاهای هندوایرانی مدت‌های درازی باهم بودند، همسانی و همانندی در گاه‌شماری آن‌ها نیز به چشم می‌خورد و بین گاه‌شماری اوستایی قدیم و گاه‌شماری هندی موارد مشابه بسیاری دیده‌می‌شود.

### گاه‌شماری اوستایی نو
گاه‌شماری اوستایی نو خورشیدی است و از ۳۶۵ روز تشکیل می‌شود. هر سال دوازده ماه دارد و هر ماه درست سی روز. این سی روز دارای سی نام مشخص و ویژه می‌باشد که هر روز به نامی خوانده می‌شود. نام‌ها از آنِ امشاسپندان و ایزدان است اما پنج روز باقی می‌ماند. این پنج روز پس از آخرین روز از ماه اسفند یعنی روز سیصد و شصتم قرار دارد که پنجه، پنجهٔ دزدیده، خمسهٔ مسترقه یا اندرگاه، اندرگاهان خوانده می‌شود و هر روزی را نامی ویژه است. این پنج نام از پنج بخش گات‌ها یا سرودهای زرتشت برگزیده شده است. همچنین دوازده ماه اوستایی نیز دارای دوازده نام است منتخب از نام‌های امشاسپندان و ایزدان که با دوازده نام از سی اسم روزها مشترک است. در این گاه‌شماری هفته که از مهم‌ترین قسمت‌های گاه‌شماری بابلی بود، وجود نداشت.

#### زمان رواج گاه‌شماری اوستایی نو
گاه‌شماری ایرانی و سیر تحولی آن بی‌گمان یکی از پیچیده‌ترین و بحث‌انگیزترین مباحث ایران‌شناسی در سدهٔ گذشته بوده است. تاریخ رواج گاه‌شماری اوستایی نو مشخص نیست. به اعتقاد برخی از دانشمندان این تقویم به ابتکار پارسیان و در اواخر دورهٔ هخامنشی به وجود آمده است.
در مورد زمان رواج این نوع تقویم بین محققان اختلاف نظر وجود دارد و نظریهٔ رواج این تقویم در دوران هخامنشی مورد توافق برخی دیگر از دانشمندان قرار نگرفته است و آن‌ها چنین استدلال می‌کنند که اگر این تقویم در این دوره تنظیم شده‌باشد، باید نام‌ها صورت فارسی باستان ترجمه شوند، در حالیکه نام‌های شهریور و مهر صورت فارسی باستان ندارند و برخی از نام‌ها مانند فروردین و اردیبهشت و خرداد صرفاً زرتشتی هستند. این گروه از دانشمندان معتقدند که این تقویم ابتدا در ایران شرقی مورد قبول قرار گرفته و اجرا می‌شده و سپس در دورهٔ اشکانیان و به‌طور تقریبی در قرن اول میلادی در ایران غربی نفوذ کرده است.
زرین کوب دربارهٔ این گاه‌شماری نوشته است، احتمال دارد هخامنشی‌ها بعد از آشنائی با گاه‌شماری مصری چون درصدد اصلاح و هماهنگ‌کردن تقویم امپراتوری بوده‌اند، تقویم معمول خود را که بیشتر رنگ بابلی داشته است، کنار نهاده‌اند و در عین آنکه اصول محاسبهٔ خود را از مصر اخذ کرده‌اند، نام ماه‌ها را از ولایات شرقی که تقویم‌شان زرتشتی بوده است، گرفته‌اند. این کار با روح تسامح اداری و با سیاست‌مدارا و سازش هخامنشیان توافق دارد البته این وام‌گیری بهیچوجه مستلزم گرایش به آیین رایچ در ولایات شرقی ایران که زرتشتی بوده‌اند، را نشان نمی‌دهد، منتهی گاه‌شماری آن ولایات چون رنگ دینی داشت، بیشتر می‌توانست با سلیقه و روح ایرانیان شرقی و غربی که به هر حال خدایان واحدی را می‌پرستیدند، سازگار باشد.

#### نام روزهای ماه
| ترتیب | نام روز به اوستایی | نام رایج         | معنی (برابر انگلیسی برخی نیز درج شده است)                               |
| ----- | ------------------ | ---------------- | ----------------------------------------------------------------------- |
| ۱     | اهورامزداه         | هرمزد            | خدای خرد (Lordship of Wisdom)                                           |
| ۲     | وُهومَنَه             | بهمن             | منش نیک (Good Mind and Mentality)                                       |
| ۳     | آشه‌وَهیشتَه          | اردیبهشت         | بهترین حقیقت، راهکار یا الگوی اخلاق (Ethical Order)                     |
| ۴     | خششرهَ‌وَئیریَه        | شهریور           | شهریاری والا (Ideal Kingship and Rule)                                  |
| ۵     | سپنتا آرمیتی       | سپندارمذ         | اندیشه هماهنگ سازنده (Creative Harmonious Thought)                      |
| ۶     | هَئوروَتات           | خرداد            | کمال و تندرستی (Wholeness, Perfection, and Health)                      |
| ۷     | اَمرتات             | امرداد           | بی‌مرگی و نامیرایی (Longevity, Immortality)                              |
| ۸     | دی                 | دی به آذر        | آفریدگار                                                                |
| ۹     | آتَر                | آذر              | آتش (Fire)                                                              |
| ۱۰    | آپُوُ                | آبان             | آب (Water)                                                              |
| ۱۱    | خَورخشِیُتَه           | خور              | آفتاب و خورشید (Sun)                                                    |
| ۱۲    | ماه                | ماه              | ماه (Moon)                                                              |
| ۱۳    | تیشنریه            | تیر              | ستارهٔ تیر و ایزد باران (Sirius Star Heliacal Rising)                    |
| ۱۴    | گو                 | گوش (ایزد)       | گاو نماد زندگی و جانداری (Spirit of the Bull Representing Animate Life) |
| ۱۵    | دی                 | دی به مهر        | آفریدگار                                                                |
| ۱۶    | میثره              | مهر              | نگهداشتن پیمان (Upholding of contract and obligation)                   |
| ۱۷    | سرَوشَه              | سروش             | وخش ایزدی (الهام)، شنود درونی (Inspiration, Inner Voice)                |
| ۱۸    | رشنو               | رَشن              | دادگری و داوری (Judgment and Justice)                                   |
| ۱۹    | فروَشی‌ها            | فروردین          | فروهر و روان رفتگان (Essence)                                           |
| ۲۰    | وِرثرغَنَه            | بهرام            | پیروزی (Overcoming Obstacles)                                           |
| ۲۱    | رامَن               | رام              | رامش و آشتی (صلح) (Peace)                                               |
| ۲۲    | واتَه               | باد              | باد (Wind)                                                              |
| ۲۳    | دی                 | دی به دین        | آفریدگار                                                                |
| ۲۴    | دینا               | دین              | وجدان، بینش و انگاشت درونی (Inner vision and imagination)               |
| ۲۵    | اَشی                | ارد              | بخت (ایزدی)، خوشبختی (Fortuna)                                          |
| ۲۶    | اَرشتات             | اشتاد            | راستی (Honesty)                                                         |
| ۲۷    | اَسمَن               | آسمان            | آسمان (Sky)                                                             |
| ۲۸    | زَم                 | زامیاد           | زمین (Earth)                                                            |
| ۲۹    | مَنثره سپنته        | مهراسپند         | ورد و مانترای سازنده (constructive mantra)                              |
| ۳۰    | اَنغَرا رَرُچاه        | انیران یا انارام | روشنایی بی‌پایان (Endless brightness)                                    |

در گاه‌شماری اوستایی نو هفته به صورتی که متداول با تقویم امروز ماست وجود ندارد ولی ماه به چهار گروه تقسیم می‌گردید.
- گروه نخستین: هفت روز است. نام اول هر ماه، به نام خداوند و لقب او دی منتسب می‌شود. از روز دوم تا هفتم به ترتیب نام شش امشاسپند یا مهین ایزدان زرتشتی است که به ترتیب عبارتند از: بهمن، اردیبهشت، شهریور، سپندارمذ، خرداد و امرداد.
- گروه دوم:هفت روز است و مجموعه‌ای از عنصرهای ایرانی بسیار کهن و پدیده‌های طبیعت را دربردارد که بنا به گفتهٔ هرودوت موضوع پرستش مردم پارس بوده‌اند. این مجموعه در دین مزدیسنا هم یافت می‌شوند.
- گروه سوم هشت روز است و مجموعهٔ ایزدان پرستشگاه مهر را باز می‌دهد که دین زرتشتی آن‌ها را پذیرفته‌بود.
- گروه چهارم هشت روز دارد و با انجمن دینی زرتشت آغاز می‌شود و دارای پاره‌ای از مفاهیم این انجمن است.[۱۰]

به عقیده برخی دیگر از محققان این گروه بیشتر بر ایزد بانوان اختصاص یافته است. دین ایزد بانوی موکل بر انتخاب درست دین، ارد ایزد بانوی دارایی و برکت، اشتاد ایزد بانوی راستی و عدالت و زامیاد ایزد بانوی زمین است.
- تمامی چهار گروه با نام آفریدگار پایان می‌یابد. در پایان گروه چهارم به‌جای نام آفریدگار روشنایی بی‌پایان آمده که در واقع باز اشاره به آفریدگار در یک معنای گسترده‌تر دارد.[۱۰]

## سلوکیان
ظاهراً پس از تصرف ایران به دست اسکندر مقدونی و پایان کار هخامنشیان گاه‌شماری مقدونیایی در ایران به کار رفت ولی چنان‌که از شواهد بر می‌آید گاه‌شماری‌های قدیم ایران هم منسوخ نشده‌بود. سلوکیان که جانشینان اسکندر بودند نخست گاه‌شماری بابلی را البته با نام‌های مقدونی به کار بردند و پس از آنان اشکانیان هم از این شیوه پیروی کردند. با این حال از برخی اسناد به جا مانده از آن دوره می‌توان دریافت که گاه‌شماری اوستایی نو هم به کار می‌رفته است.

## ساسانیان
در زمان ساسانیان دو نوع سال معمول بود.
1. سال عرفی یا شمسی ناقصه یا سال سیار یا همان گاه‌شماری اوستایی نو که بر پایهٔ آن هر سال درست ۳۶۵ روز حساب می‌شد بدون حساب کردن یک چهارم روز در سال و هر چهار سال یک روز که در آن کبیسه نمی‌گرفتند و بنابراین نوروز در این نوع گاه‌شماری هر ۱۲۰ سال یک ماه جلو می‌رفت.
2. دیگری سال ثابت یا گاه‌شماری بهیزکی بود که در آن کبیسه، هر ۱۲۰ سال گرفته و حساب می‌شد و نوروز و سال شمسی در هر دور ۱۲۰ سال در جای خود قرار گرفته و ثابت می‌ماند و هیچ‌گاه آغاز سال بیش از یک ماه جلو نمی‌افتاد یا چند روزی عقب نمی‌ماند و اغلب حتی الامکان می‌کوشیدند که آغاز سال را در محل نجومی خود نگاه دارند.[۱۳]

### گاه‌شماری بهیزکی
گاه‌شماری بهیزکی یا گاه‌شماری ویهیژکیک یکی از انواع گاه‌شماری‌های ایران باستان بود. درگاه‌شماری اوستایی نو سال سیار ایرانی درست ۳۶۵ روز حساب می‌شد و هر سال یک چهارم روز یعنی شش ساعت اضافه را محسوب نمی‌کردند. بدین ترتیب ایرانیان پس از ۱۲۰ سال (در برخی منابع هر ۱۱۶ یا ۱۲۸ سال ذکر شده) یک ماه سیزدهم را به سال می‌افزودند که در واقع تکرار یکی از ماه‌های سال بود. این یک ماه کبیسه در نوشته‌های قدیم بهیزک بزرگ و چنین سالی را که یک ماه اضافه داشت وهگیک می‌نامیدند و این نوع گاه‌شماری گاه‌شماری بهیزکی یا گاه‌شماری ویهیژکیک نامیده می‌شد. این سالی است که منجمان اسلامی سال ناقصه نامیدند. در مثل در ۱۲۰ سال نخست، دو ماه فروردین و در ۱۲۰ دوم، دو ماه اردیبهشت تا آخر برقرار می‌کردند. روزهای این ماه هم همان نام روزهای عادی را داشتند. موقع اخذ مالیات‌ها و کاشت کشتزارها و درو و محصول‌برداری بر اساس این سال ثابت بود.

#### دلایل ایجاد گاه‌شماری بهیزکی
این که چرا به جای کبیسهٔ چهار ساله و افزودن یک روز، پس از ۱۲۰ سال با افزودن یک ماه کبیسه می‌گرفتند نزد ایرانیان توجیه دینی داشت. به موجب کتاب دینکرد کبیسه گرفتن کمتر از یک ماه جایز نیست هم چنین زیاده از ۵ ماه نیز روا نمی‌باشد. ابوریحان بیرونی می‌گوید که ایرانیان می‌گفتند کبیسه بر ماه واقع می‌شود نه بر روز زیرا زیاد شدن شمار روزها را نیک نمی‌دانستند. بیرونی علت دیگری هم برای این کار می‌آورد وی نوشته است که ایرانیان برای هر روز آیین‌های خاصی داشتند از جمله ذکر نام ایزدی که روز به نام اوست و پادشاهان ساسانی نیز برای هر روز یک نوع گل و شراب و نغمه داشتند و از این رو افزوده شدن بر تعداد روزها ترتیب را برهم می‌زد. برخی نویسندگان دلایل دیگری هم آورده‌اند از جمله اینکه چون ایرانیان برای روزها سعد و نحس قایل بودند نمی‌خواستند با جابه‌جا شدن، روزهای سعد به روزهای نحس منتقل شوند و نوروز در اولین روز ماه نباشد.

## گاه‌شماری یزدگردی
گاه‌شماری یزدگردی یا سال یزدگردی یا تاریخ یزدگردی زرتشتیان مبدأ تاریخ خود را سال بر تخت نشستن یزدگرد سوم، آخرین پادشاه ساسانی، در سال ۶۳۲ میلادی یا درگذشت او در سال ۶۵۲ میلادی، قرار داده و آن را تاریخ یزدگردی می‌خوانند.
یزدگرد سوم پسر شاهزاده شهریار نوهٔ خسرو پرویز در سال ۶۳۲ میلادی به پادشاهی برگزیده شد. ایرانیان را عادت بر این بود که تاریخ را از سال جلوس هر پادشاهی به حساب می‌آوردند چون بعد از یزدگرد، ایران پادشاهی نیافت، زرتشتیان همان سال ۶۳۲ را، مبدأ تاریخ خود قرار دادند و هنوز هم به‌طور مداوم نزد زرتشتیان ایران و هند جریان دارد. 

تاریخی که مبنی بر درگذشت یزدگرد سوم بوده، چندی رواج داشته و بتدریج رها شده است. در سده های اولیه هجری در بعضی نواحی ایران هر دو نوع تاریخ یزدگردی یعنی هم آنکه مبنی بر تاریخ جلوس بوده و هم آنکه مبنی بر تاریخ مرگ یزدگرد بوده، معمول بوده است. گاهی حتی در یک زمان و یک ناحیه به موازات همدیگر، در سکه‌های یافت شده، این دو تاریخ دیده می‌شود. در سکه‌های امرای تبرستان (اسپهبدان) و همچنین حکام اسلامی تبرستان، تا حدود سال ۱۶۳ هجری، ضرب سکه، با تاریخ وفات یزدگرد، مستعمل بوده است.